# برج دیدبانی (نظارتی)

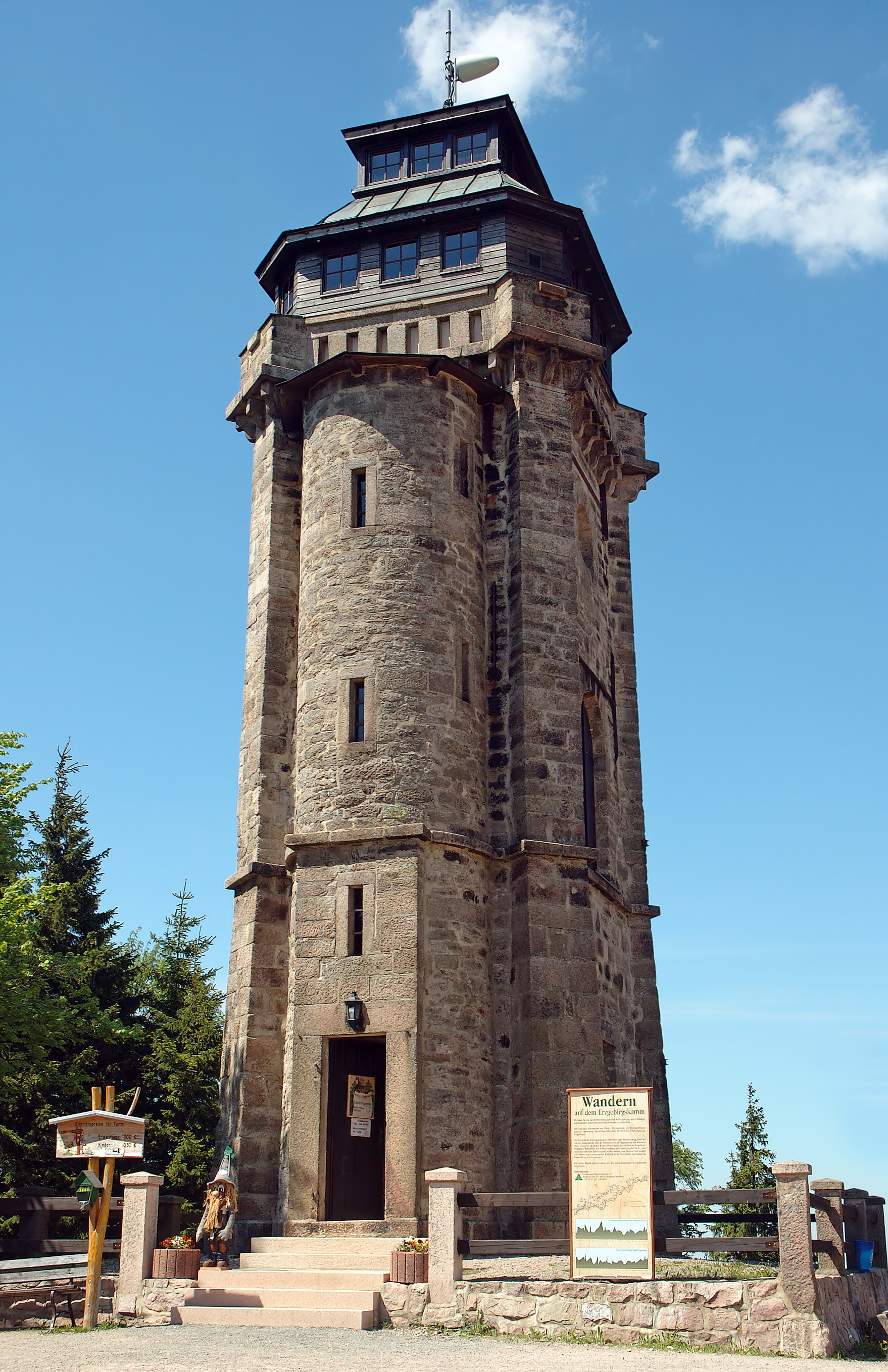
برج دیدبانی، آئورسبرگ، زاکسن، آلمان

برج دیدبانی سازه ای است که برای دیدن اتفاقات از فاصله دور و داشتن دید ۳۶۰ درجه مورد استفاده قرار می‌گیرد. برج‌های دیدبانی حداقل ۲۰ متر ارتفاع دارند و از جنس سنگ، آهن و چوب ساخته می‌شوند. بسیاری از برج‌های دیدبانی مدرن به عنوان برج‌های تلویزیونی، رستوران، یا کلیسا استفاده می‌شوند. برج‌های دیدبانی ابتدا در آلمان در اواخر قرن ۱۸ میلادی به وجود آمدند، و به‌طور پیوسته‌ای بر تعداد آنها افزوده شد، علی‌الخصوص پس از اختراع آسانسور.
آن دسته از برج‌های دیدبانی که برای نگهبانی یا دکل‌های نگهبانی برای سالیان متمادی مورد استفاده قرار می‌گرفتند تا یک منطقه وسیع را تحت کنترل داشته باشند که عموماً به آنها برج نگهبانی گفته می‌شود.
برج‌های دیدبانی به آسانی از مناطق حومه مشاهده می‌شوند، زیرا که آنها بر بالای درختان و اجسام قد می‌کشند تا دید شفافی داشته باشند. اتاق‌های کنترل قدیمی تر معمولاً به تالارهای قرون وسطی ارتباط داده می‌شوند. استفاده زیاد از سنگ، آهن و چوب باعث به وجود آمدن این توهم شده‌است. برج‌های مدرن معمولاً دارای سکوهای مشاهده که بر روی تراس‌هایی که رستوران دارند یا روی سقف ایستگاه‌های طنابراه کوهستانی قرار گرفته‌اند. معمولاً از برج‌های دیدبانی برای ایستگاه‌های رادیو در بازه بسامد فرابالا
/بسامد بسیاربالا استفاده می‌گردد. (سخن‌پراکنی اف‌ام، تلویزیون، صدا و سیمای عمومی محلی، ایسگاه‌های متحرک رادیویی). در برخی موارد، این موارد استفاده به اندازهٔ مورد استفادهٔ اصلی این‌گونه برج‌ها حائز اهمیت است. برج‌های اینچنینی اغلب برج تلویزیونی یا برج‌های ارتباطات راه دور نیز خوانده می‌شوند. تعدا زیادی از برج‌ها دارای رستوران‌های برجی می‌باشند که معمولاً دسترسی به آنها از طریق آسانسور امکان‌پذیر است. مورد دیگر که بسیار معمول است استفاده از برج آب به عنوان برج‌های دیدبانی است. در این مورد در برج‌های تلویزیونی بازدیدکنندگان معمولاً از طریق آسانسور به سکوهای مشاهده می‌رسند، که در ارتفاع کمتری از سطح زمین واقع شده‌اند، ارتفاع رایج یک برج آب که به عنوان برج دیدبانی استفاده می‌گردد بین ۲۰ تا ۵۰ متر است، این در حالی است که ارتفاع سکوی مشاهده در برج‌های تلویزیونی معمول بین ۸۰ تا ۲۰۰ متر می‌باشد. در آخر ذکر این که برج‌های برخی از کلیساها ممکن است دارای سکوی مشاهده باشند گرچه غالباً آسانسور ندارند. همچنین ممکن است تعداد بسیار زیادی از دیگر ساختمان‌ها هم دارای برج‌هایی باشند که به ما امکان دیدبانی و مشاهده را بدهند.

## نگارخانه

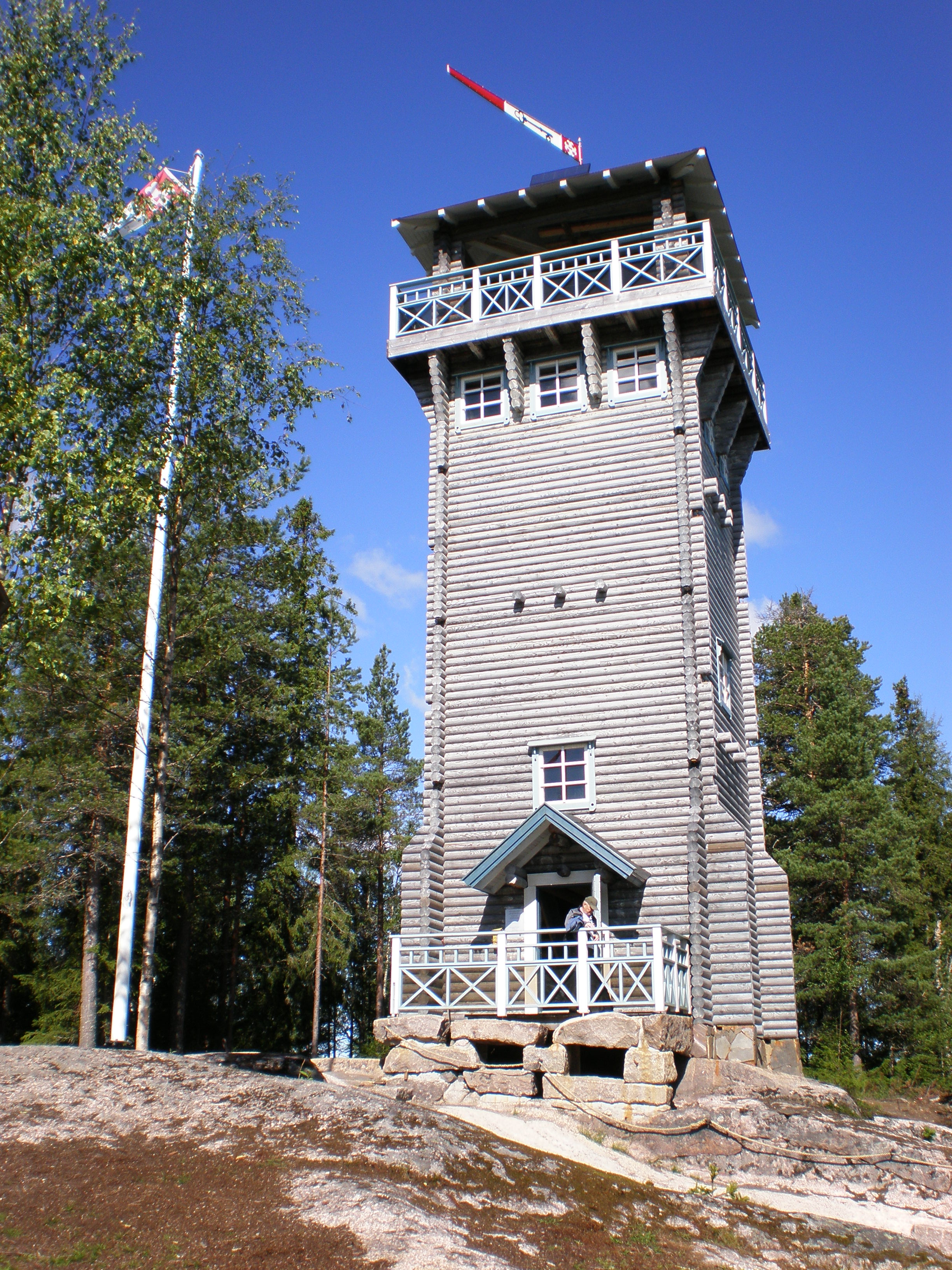
برج دیدبانی طبیعت کیرکووری،کارستولا،فنلاند مرکزی
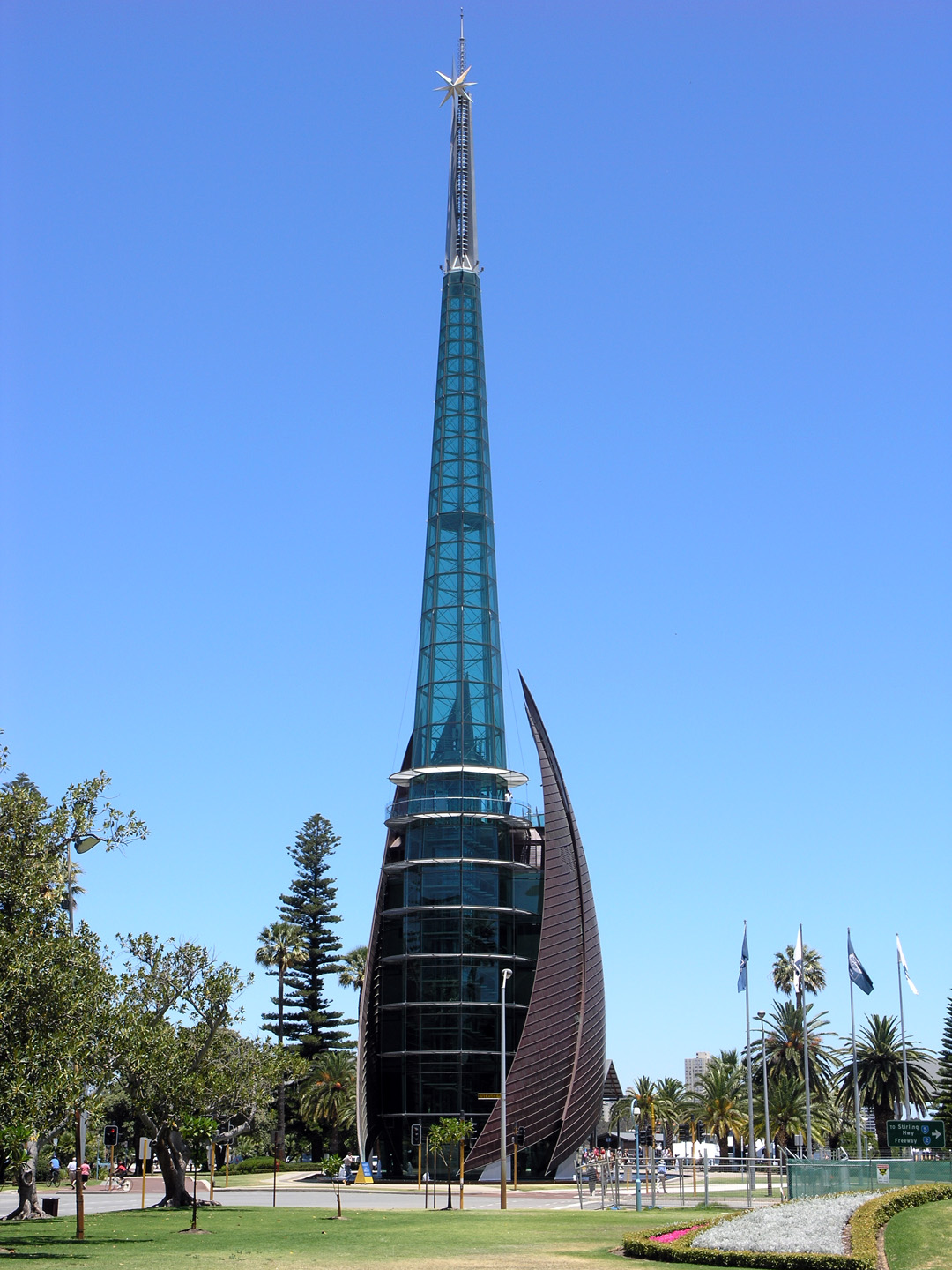
برج دیدبانی سوان بلز،پرت،استرالیا
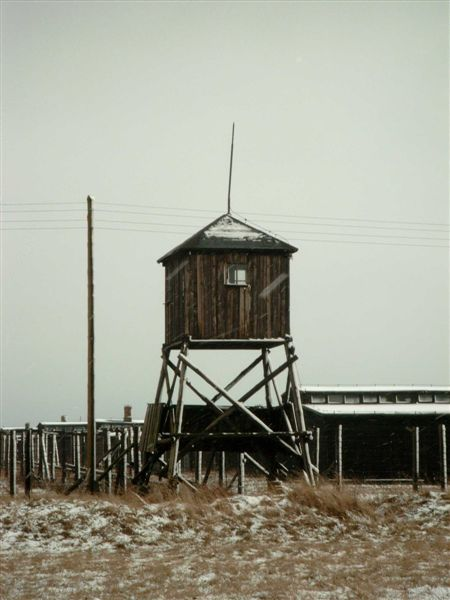
برج دیدبانی در سرپنت موند،اوهایو
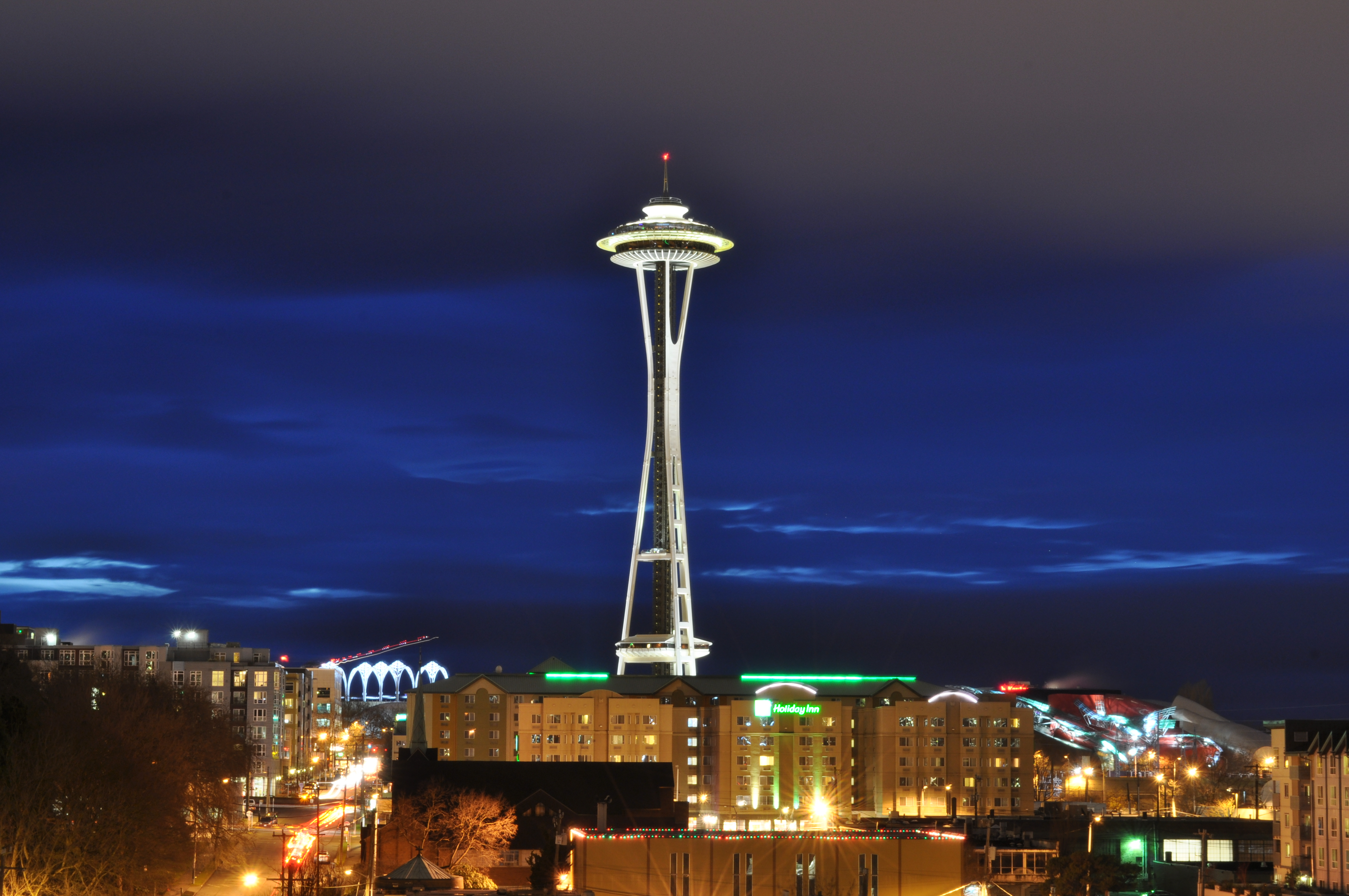
برج سوزن فضایی،که به عنوان یک سکوی بازدید بلند مرتبه در سیاتل،واشینگتن شناخته می‌شود
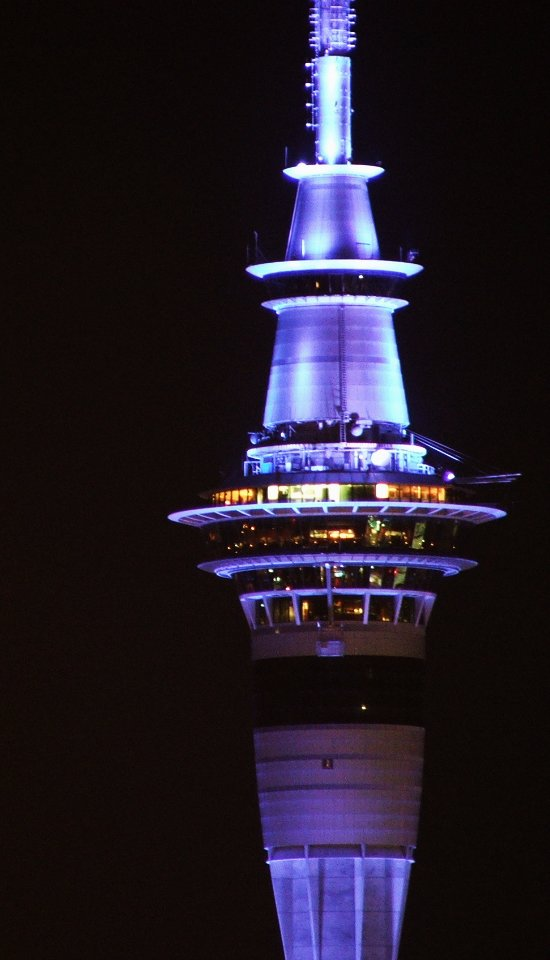
برج آسمان،آوکلند،نیوزیلند